# Patinação de velocidade em pista curta nos Jogos Olímpicos de Inverno de 2022 - 1000 m feminino
A prova de 1000 m feminino da patinação de velocidade em pista curta nos Jogos Olímpicos de Inverno de 2022 foi disputada no Ginásio Indoor da Capital, em Pequim, nos dias 9 e 11 de fevereiro.

## Medalhistas
| Ouro   | NED Suzanne Schulting |
| Prata  | KOR Choi Min-jeong    |
| Bronze | BEL Hanne Desmet      |

## Recordes
Antes desta competição, os recordes mundiais e olímpicos da prova eram os seguintes:
| Tipo | Atleta          | Tempo        | Local   | Data                    |
| ---- | --------------- | ------------ | ------- | ----------------------- |
|      | Shim Suk-hee    | 1:26.661 min | Calgary | 21 de outubro de 2012   |
|      | Valérie Maltais | 1:28.771 min | Sóchi   | 18 de fevereiro de 2004 |

## Resultados

### Eliminatórias
| Pos. | Bateria | Atleta                | País               | Tempo     | Notas |
| ---- | ------- | --------------------- | ------------------ | --------- | ----- |
| 1    | 1       | Choi Min-jeong        | KOR Coreia do Sul  | 1:28.053  | Q     |
| 2    | 1       | Selma Poutsma         | NED Países Baixos  | 1:28.115  | Q     |
| 3    | 1       | Anna Vostrikova       | ROC                | 1:28.290  | q     |
| 4    | 1       | Kathryn Thomson       | GBR Grã-Bretanha   | 1:30.037  |       |
| 1    | 2       | Suzanne Schulting     | NED Países Baixos  | 1:27.292  | Q,    |
| 2    | 2       | Han Yutong            | CHN China          | 1:27.401  | Q     |
| 3    | 2       | Corinne Stoddard      | USA Estados Unidos | 1:27.528  | q     |
| 4    | 2       | Shione Kaminaga       | JPN Japão          | 1:28.465  |       |
| 1    | 3       | Qu Chunyu             | CHN China          | 1:30.342  | Q     |
| 2    | 3       | Xandra Velzeboer      | NED Países Baixos  | 1:30.454  | Q     |
| 3    | 3       | Gwendoline Daudet     | FRA França         | 1:31.734  |       |
| 4    | 3       | Zsófia Kónya          | HUN Hungria        | Sem tempo |       |
| 1    | 4       | Arianna Fontana       | ITA Itália         | 1:30.066  | Q     |
| 2    | 4       | Sumire Kikuchi        | JPN Japão          | 1:30.154  | Q     |
| 3    | 4       | Olga Tikhonova        | KAZ Cazaquistão    | 1:56.438  |       |
| 5    | 4       | Sofia Prosvirnova     | ROC                | 9         | PEN   |
| 1    | 5       | Maame Biney           | USA Estados Unidos | 1:27.859  | Q     |
| 2    | 5       | Lee Yu-bin            | KOR Coreia do Sul  | 1:27.862  | Q     |
| 3    | 5       | Zhang Chutong         | CHN China          | 1:27.910  | q     |
| 4    | 5       | Kim Boutin            | CAN Canadá         | No time   |       |
| 1    | 6       | Courtney Sarault      | CAN Canadá         | 1:27.798  | Q     |
| 2    | 6       | Hanne Desmet          | BEL Bélgica        | 1:27.836  | Q     |
| 3    | 6       | Kim A-lang            | KOR Coreia do Sul  | 1:28.680  |       |
| 4    | 6       | Yuki Kikuchi          | JPN Japão          | 1:28.764  |       |
| 1    | 7       | Natalia Maliszewska   | POL Polônia        | 1:29.610  | Q     |
| 2    | 7       | Ekaterina Efremenkova | ROC                | 1:29.734  | Q     |
| 3    | 7       | Alyson Charles        | CAN Canadá         | 1:29.863  | ADV   |
| 5    | 7       | Tifany Huot-Marchand  | FRA França         | 9         | PEN   |
| 1    | 8       | Kristen Santos        | USA Estados Unidos | 1:28.237  | Q     |
| 2    | 8       | Petra Jászapáti       | HUN Hungria        | 1:28.392  | Q     |
| 3    | 8       | Cynthia Mascitto      | ITA Itália         | 1:28.471  |       |
| 4    | 8       | Kamila Stormowska     | POL Polônia        | 1:28.567  |       |

### Quartas de final
| Pos. | Bateria | Atleta                | País               | Tempo    | Notas |
| ---- | ------- | --------------------- | ------------------ | -------- | ----- |
| 1    | 1       | Suzanne Schulting     | NED Países Baixos  | 1:26.514 | Q,    |
| 2    | 1       | Xandra Velzeboer      | NED Países Baixos  | 1:26.592 | Q     |
| 3    | 1       | Corinne Stoddard      | USA Estados Unidos | 1:27.912 | q     |
| 4    | 1       | Qu Chunyu             | CHN China          | 1:28.355 |       |
| 5    | 1       | Han Yutong            | CHN China          | 1:31.638 |       |
| 1    | 2       | Lee Yu-bin            | KOR Coreia do Sul  | 1:29.120 | Q     |
| 2    | 2       | Maame Biney           | USA Estados Unidos | 1:29.225 | Q     |
| 3    | 2       | Ekaterina Efremenkova | ROC                | 1:29.434 |       |
| 4    | 2       | Anna Vostrikova       | ROC                | 1:30.021 |       |
| 5    | 2       | Natalia Maliszewska   | POL Polônia        | 1:48.908 |       |
| 1    | 3       | Arianna Fontana       | ITA Itália         | 1:29.324 | Q     |
| 2    | 3       | Hanne Desmet          | BEL Bélgica        | 1:29.388 | Q     |
| 3    | 3       | Courtney Sarault      | CAN Canadá         | 1:29.450 |       |
| 4    | 3       | Zhang Chutong         | CHN China          | 1:29.755 |       |
| 5    | 3       | Sumire Kikuchi        | JPN Japão          | 1:37.170 |       |
| 1    | 4       | Kristen Santos        | USA Estados Unidos | 1:28.393 | Q     |
| 2    | 4       | Choi Min-jeong        | KOR Coreia do Sul  | 1:28.722 | Q     |
| 3    | 4       | Petra Jászapáti       | HUN Hungria        | 1:28.786 | q     |
| 4    | 4       | Selma Poutsma         | NED Países Baixos  | 1:29.077 |       |
| 5    | 4       | Alyson Charles        | CAN Canadá         | 1:30.161 |       |

### Semifinais
| Pos. | Bateria | Atleta            | País               | Tempo    | Notas |
| ---- | ------- | ----------------- | ------------------ | -------- | ----- |
| 1    | 1       | Suzanne Schulting | NED Países Baixos  | 1:28.108 | QA    |
| 2    | 1       | Hanne Desmet      | BEL Bélgica        | 1:28.166 | QA    |
| 3    | 1       | Lee Yu-bin        | KOR Coreia do Sul  | 1:28.170 | QB    |
| 4    | 1       | Maame Biney       | USA Estados Unidos | 1:28.806 | QB    |
| 5    | 1       | Petra Jászapáti   | HUN Hungria        | 1:28.827 | QB    |
| 1    | 2       | Kristen Santos    | USA Estados Unidos | 1:26.783 | QA    |
| 2    | 2       | Arianna Fontana   | ITA Itália         | 1:26.811 | QA    |
| 3    | 2       | Choi Min-jeong    | KOR Coreia do Sul  | 1:26.850 | QA    |
| 4    | 2       | Corinne Stoddard  | USA Estados Unidos | 1:27.626 | QB    |
| 5    | 2       | Xandra Velzeboer  | NED Países Baixos  | 1:27.777 | QB    |

### Final

#### Final B
| Pos. | Atleta           | País               | Tempo    | Notas |
| ---- | ---------------- | ------------------ | -------- | ----- |
| 5    | Xandra Velzeboer | NED Países Baixos  | 1:29.668 |       |
| 6    | Lee Yu-bin       | KOR Coreia do Sul  | 1:29.739 |       |
| 7    | Corinne Stoddard | USA Estados Unidos | 1:29.845 |       |
| 8    | Petra Jászapáti  | HUN Hungria        | 1:30.249 |       |
| 9    | Maame Biney      | USA Estados Unidos | 1:30.736 |       |

#### Final A
| Pos. | Atleta            | País               | Tempo    | Notas |
| ---- | ----------------- | ------------------ | -------- | ----- |
| 1    | Suzanne Schulting | NED Países Baixos  | 1:28.391 |       |
| 2    | Choi Min-jeong    | KOR Coreia do Sul  | 1:28.443 |       |
| 3    | Hanne Desmet      | BEL Bélgica        | 1:28.928 |       |
| 4    | Kristen Santos    | USA Estados Unidos | 1:42.745 |       |
| 9    | Arianna Fontana   | ITA Itália         | 9        | PEN   |

Legenda
| Recorde mundial      | Recorde mundial (World record)               |                       | Recorde africano                      | Recorde africano (African) |                                           | Q | Classificado por posição (Qualified) |
| Recorde olímpico     | Recorde olímpico (Olympic record)            | Recorde da América    | Recorde da América (Americas)         | q                          | Classificado por melhor tempo (Qualified) |   |                                      |
| Melhor marca do ano  | Melhor marca do ano (World leading)          | Recorde asiático      | Recorde asiático (Asian)              | DNS                        | Não largou (Did not start)                |   |                                      |
| Recorde nacional     | Recorde nacional (National record)           | Recorde europeu       | Recorde europeu (European)            | DNF                        | Não terminou (Did not finish)             |   |                                      |
| Recorde pessoal      | Recorde pessoal do atleta (Personal best)    | Recorde da Oceania    | Recorde da Oceania (Oceania)          | DSQ / DQ                   | Desclassificado (Disqualified)            |   |                                      |
| Recorde da temporada | Recorde da temporada do atleta (Season best) | Recorde sul-americano | Recorde sul-americano (South America) | NM                         | Sem marca (No mark)                       |   |                                      |

### Patinação de velocidade
| Recorde de pista | Recorde da pista (Track record)               |  |  |
| QA               | Classificado para a final A                   |  |  |
| QB               | Classificado para a final B                   |  |  |
| ADV              | Classificado após decisão arbitral (Advanced) |  |  |
| PEN              | Pênalti                                       |  |  |
| YC               | Cartão amarelo (Yellow Card)                  |  |  |